# Dalmácie
Dalmácie (chorvatsky Dalmacija, italsky Dalmazia, německy Dalmatien) je historická země při východním pobřeží Jaderského moře, rozdělená dnes mezi Chorvatsko (většina území) a Černou Horu.

## Popis území
Chorvatská část Dalmácie sahá od poloostrova Prevlaka na jihu až po neobydlený ostrov Sveti Grgur na severu. Nacházejí se zde tři celé chorvatské župy a části dalších tří žup. K černohorské části Dalmácie patří Boka Kotorska. Kromě samotného pobřeží k ní patří ještě mnoho ostrovů, jako např. Brač, Hvar nebo Korčula. Země je hornatá, jedinou významnou řekou, která tudy krátce protéká, je Neretva. Průmysl tu není téměř žádný, zemědělsky využívaná je jen oblast ústí Neretvy do moře. Hlavním zdrojem příjmů a hospodářství Dalmácie je turistika; díky historicky zajímavým městům a hezkému pobřeží sem jezdí turisté z celé Evropy.

## Historie

### Starověk

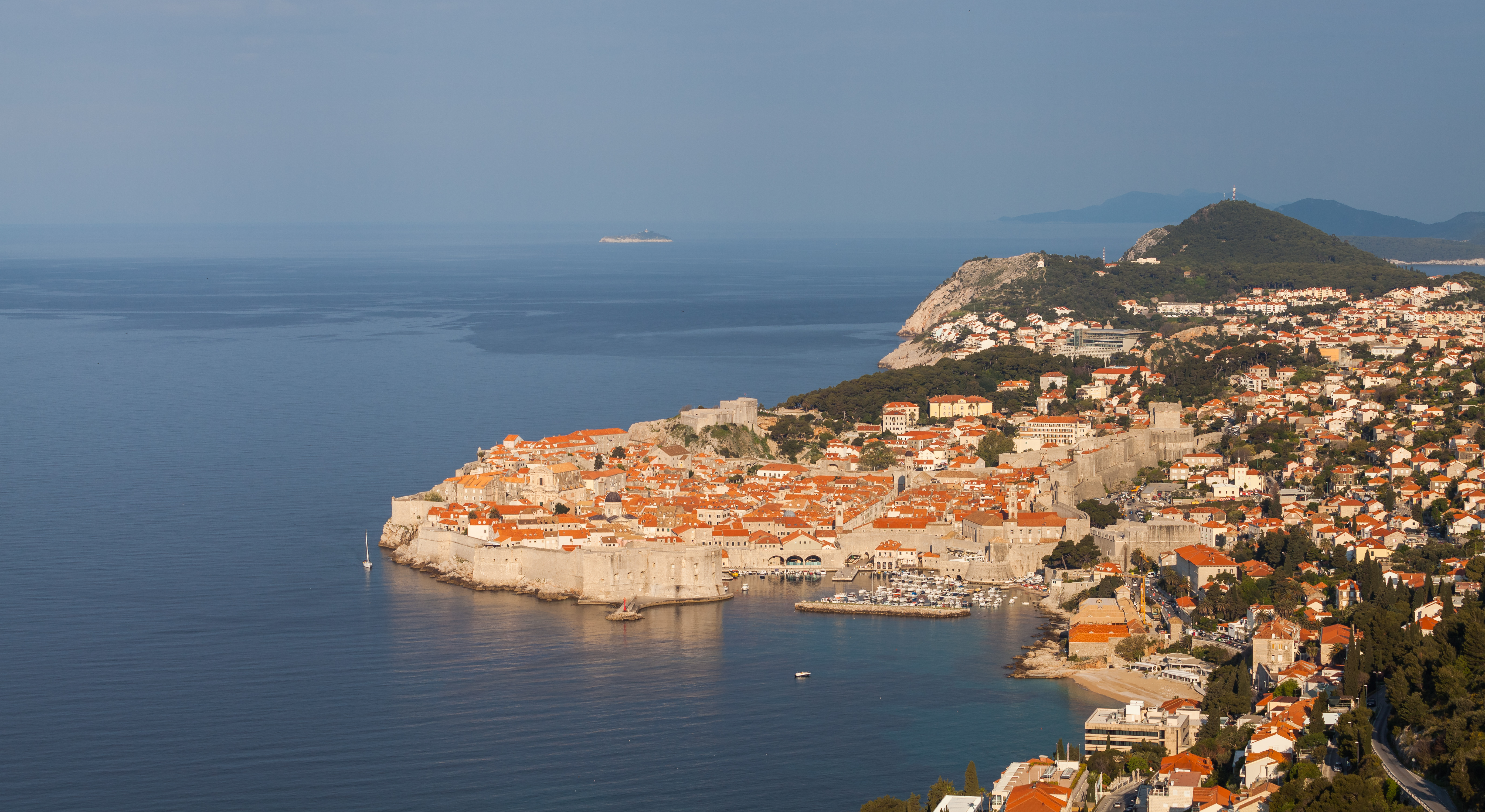
Dubrovník je město na jihu Dalmácie

Ve starověku byla oblast osídlena ilyrskými kmeny (které se podle některých teorií měly později stáhnout na jih, do oblasti dnešní Albánie, a jsou předky dnešních Albánců), mezi něž patrně náleželi i Dalmati, podle nichž oblast získala své jméno. Pojmenování Dalmatů souvisí s ilyrským výrazem „dalme“, což znamená „ovce“ (v dnešní albánštině „dele“). Od poloviny 3. století př. n. l. do oblasti pronikali Římané, kteří si území před přelomem letopočtu podmanili a ustavili zde provincii Ilýrii (latinsky Illyricum). Po porážce panonského povstání v roce 9 byla vytvořena samostatná provincie Horní Ilyrie (Illyricum Superius), po roce 69[zdroj?] přejmenovaná na Dalmácii (Dalmatia). Tehdejší Dalmácie byla ovšem mnohem větší než dnes; její součástí byla vedle chorvatského pobřeží i Bosna a Hercegovina, Černá Hora a části Albánie a Srbska. Při rozdělení římské říše připadla Dalmácie západořímské říši, součástí Byzance se stala v letech 535 až 537.

### Středověk

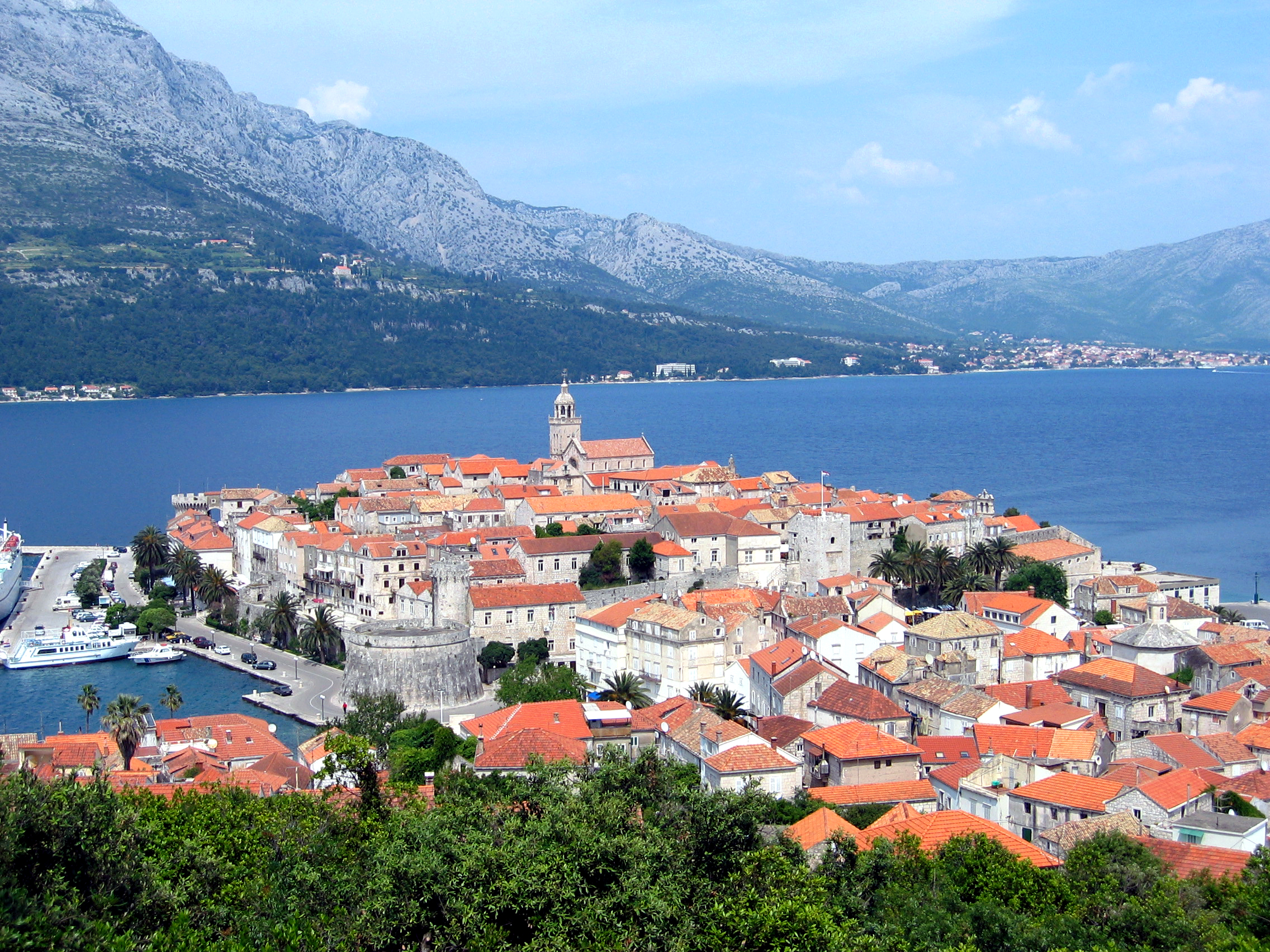
Město Korčula ovládali ve středověku Benátčané

Formálně byla pod byzantskou svrchovaností do roku 1102. V 6. a 7. století pronikly do oblasti slovanské kmeny Chorvatů (severní a střední Dalmácie) a Srbů (jižní Dalmácie); mnohá pobřežní města však i nadále zůstávala osídlena původní latinskou populací, na kterou navázali Dalmatští Italové. Koncem 8. a počátkem 9. století byla severozápadní část původní Dalmácie (Istrie) podmaněna Franskou říší a začleněna do Furlanské marky. Od 9. století se Dalmácie stala předmětem aspirací vznikajícího Chorvatského království. 
V letech 874–900 byla Dalmácie nezávislým knížectvím. Roku 986 byla Dalmácie spojena personální unií s Chorvatským královstvím. V jeho rámci pak byla většina Dalmácie roku 1102 spojena personální unií s Uhrami. Od roku 998 byla pobřežní města v Dalmácii (např. Split) pod kontrolou Benátské republiky, která je 9. července 1409 anektovala. Benátská republika však nebyla jediným státem, kdo měl o oblast zájem. V letech 1165–1180 byl Split pod kontrolou Byzance, v letech 1390–1396 pak Bosenského království. Ve 14. století se v Dubrovníku a jeho okolí konstituovala Republika Dubrovník, do roku 1526 uznávající závislost na Uhrách, poté závislost na Osmanské říši. Osmanská říše pak také v letech 1540–1700 ovládla většinu dalmatského vnitrozemí, zatímco pobřežní města zůstávala i nadále součástí Benátské republiky. Karlovickým mírem z roku 1699 získala Benátská republika celé Dalmatské vnitrozemí. Dalmácie včetně nyní černohorského Kotoru zůstala součástí Benátské republiky až do jejího zániku v roce 1797.

### Pod panstvím Habsburků
Mírem z Campo Formio získala celou Dalmácii s výjimkou Dubrovníku Habsburská monarchie. Po porážce v bitvě u Slavkova postoupilo Rakousko celou Dalmácii Napoleonovi, který ji zprvu začlenil do Italského království, od 14. října 1809 do roku 1813 pak k Francii jako součást tzv. Ilyrských provincií. Jejich součástí se stalo i území Republiky Dubrovník, zrušené 31. ledna 1808. Na Vídeňském kongresu byla Dalmácie vrácena Rakousku, které zde utvořilo autonomní korunní zemi Království Dalmácie, k níž patřil Dubrovník i Kotor. Součástí Rakouska (od roku 1867 Rakouska-Uherska jako součást Předlitavska) pak byla až do roku 1918. Za vlády Rakušanů, byl hlavním městem Dalmácie Zadar, kde také sídlil Dalmatský zemský sněm.
Většinu úřadů zastávali Dalmatští Italové – úřad místodržícího (namjestnika) však byl tradičně obsazován Jihoslovanem (italština a srbochorvatština byly úředními jazyky.) V důsledku asimilace a emigrace do Itálie se počet italských mluvčích snížil z 33% obyvatel Dalmácie v období Benátské republiky přes 12,5% v r. 1865 (rakouské sčítání lidu) na 3,1% v roce 1890. Na některých dalmátských ostrovech se až do 19. století mluvilo dnes již neexistující východorománskou dalmatštinou. 
Chorvatská veřejnost v sousedním Chorvatsku-Slavonsku neuznávala, s odvoláváním se na středověké Chorvatské království, samostatnost Dalmácie a požadovala připojení Dalmácie k němu, k čemuž však nedošlo, nicméně v důsledku tohoto tlaku bylo vložení znaku Dalmácie do složeného znaku Chorvatska-Slavonska a prosazení oficiálního názvu Chorvatska-Slavonska, který zněl Trojjediné království chorvatské, slavonské a dalmatské, respektive Trojjediné království Chorvatska, Slavonie a Dalmácie (pokud chorvatský název přeložíme doslovně).

### V rámci Jugoslávie
Po skončení 1. světové války se roku 1918 stala součástí Království SHS (s výjimkou Zadaru a ostrovů Lastovo, Palagruža a Sušac, které obsadila Itálie), přičemž až do roku 1921 tvořila jednu z jejich autonomních zemí. Jelikož však Zadar získala Itálie, stal se novou zemskou metropolí Split. Od roku 1922 byla Dalmácie rozdělena mezi oblasti Splitskou a Dubrovnickou, Boka Kotorska zase náležela k Zetské oblasti. Od roku 1929 byla Dalmácie v rámci nově ustaveného Království Jugoslávie rozdělena mezi bánoviny Sávskou (ostrovy na severu), Přímořskou (střední Dalmácie) a Zetskou (jižní Dalmácie s Dubrovníkem a Kotorem). Roku 1939 se jugoslávská část Dalmácie stala součástí autonomní Chorvatské bánoviny. Za 2. světové války patřila část jejího pobřeží Itálii, vnitrozemí pak ustašovskému Nezávislému státu Chorvatsko. Po válce byla Dalmácie včetně Zadaru začleněna do obnovené Jugoslávie, v jejímž rámci bylo téměř celé její území začleněno do Chorvatska (zde v letech 1945–1949 tvořila Dalmatskou oblast), boka Kotorská pak k Černé Hoře.

### Součást novodobého Chorvatska
Roku 1991 se Chorvatsko osamostatnilo, tuto skutečnost však místní Srbové odmítli akceptovat a tak vedli s většinovými Chorvaty o Dalmácii tvrdé boje. Nemalá část území Dalmácie byla Srby zabrána a včleněna do tzv. Republiky Srbská Krajina, která proklamovala svou nezávislost na Chorvatsku. V létě 1995 byly ale v rámci dvou vojenských operací („Blesk“ a „Bouře“) desetitisíce zdejších Srbů vyhnány a Dalmácie tak – vyjma boky Kotorské – připadla celá Chorvatsku.

## Významná města
- Zadar
- Split
- Dubrovník
- Šibenik
- Sinj
- Makarska
- Metković
- Herceg Novi
- Kotor